# Spinoplon
Spinoplon is een kevergeslacht uit de familie van de boktorren (Cerambycidae). De wetenschappelijke naam van het geslacht werd voor het eerst geldig gepubliceerd in 1985 door Napp & Martins.

## Soorten
Spinoplon omvat de volgende soorten:
- Spinoplon bicolor Napp & Martins, 1985
- Spinoplon inusitatum Napp & Martins, 1985
- Spinoplon tutoia Martins, 2006